# Parafia Świętych Apostołów Piotra i Pawła w Miasteczku Śląskim-Brynicy
Parafia Świętych Apostołów Piotra i Pawła – rzymskokatolicka parafia znajdująca się w sołectwie Brynica (Miasteczko Śląskie). Należy do diecezji gliwickiej  i dekanatu Żyglin. 
Do parafii należą wierni zamieszkali w miejscowościach Bibiela i Brynica.

## Kościoły na terenie parafii
- Kościół Świętych Apostołów Piotra i Pawła w Brynicy – kościół parafialny
- Kościół Matki Boskiej Fatimskiej w Bibieli – kościół filialny

## Proboszczowie
- ks. Michał Wojsyk  (2000–2002)
- ks. Karol Kudlek (administrator, 2002–2003)
- ks. Henryk Morawiec (2003–2005)
- ks. Andrzej Biwo (2005–2014)
- ks. Krzysztof Dudziński (od 2014)